# Jogos Regionais da 3.ª Região de 2013
Os Jogos Regionais da 3ª Região de 2013 foram realizados na cidade de São Carlos entre os dias 17 e 27 de julho, sagrando-se campeã a cidade de Piracicaba na 1ª divisão, e Agudos na 2ª divisão.
Nessa 57ª edição dos Jogos Regionais, houve o comparecimento de 46 delegações, para a disputa na 1ª e na 2ª divisões.
Com a conquista do 2º lugar São Carlos, conquistou o direito de disputar os Jogos Abertos do Interior de 2013 na 1ª divisão.

## 1ª Divisão
Classificação final
- 1º lugar,  Piracicaba - 358 pontos
- 2º lugar,  São Carlos - 293 pontos
- 3º lugar,  Bauru - 188 pontos

## 2ª Divisão
Classificação final
- 1º lugar,  Agudos - 242 pontos
- 2º lugar,  Capivari - 153 pontos
- 3º lugar,  Ibaté - 125 pontos